# Депп, Филипп Филиппович фон
Фили́пп Фили́ппович фон Депп (нем. Philipp Heinrich von Doepp) (20 октября 1793, Везенберг, Эстляндская губерния — 15 августа 1855, Муромицы, Ямбургский уезд, Санкт-Петербургской губернии) — один из первых в России детских врачей, первый официально признанный в Российской империи врач-педиатр. Главный доктор Санкт-Петербургского Воспитательного дома; главный врач Гатчинского городового госпиталя.
Потомственный дворянин, действительный статский советник. Происходит из семьи балтийских немцев, евангелическо-лютеранского вероисповедания.

## Биография
Родился в семье чиновника Эстляндской губернии, верховного адвоката земельного суда в Везенберге Филиппа Иоганна Деппа (Philipp Johann Doepp) (1746 Биденкопф, Германия — 1820 Даго) и его жены Кристины Марии ур. Паукер (Christina Maria Paucker) (9.2.1767 — 12.3.1812). Начальное образование получил в местном уездном училище, после чего продолжил учёбу в Петербурге. Ввиду того, что семья проживала вдали от Петербурга, по распоряжению императрицы Марии Фёдоровны, в виде исключения Филипп был помещен в подведомственный ей Петербургский Воспитательный дом, предназначенный для призрения незаконнорождённых и детей бедных слоев населения. Обучение в нём приравнивалось к полному пятилетнему курсу гимназии и давало право поступления в высшие учебные заведения.
5 сентября 1805 года императрица Мария Фёдоровна повелела Петербургскому совету Воспитательного дома выбрать 20 мальчиков. Их предполагалось обучать латыни, чтобы:

«…со временем, из числа таковых питомцев можно было выбрать для отсылки в Санкт-Петербургскую Медико-хирургическую академию таких, которые, будучи уже достаточно снабжены сими первоначальными познаниями, тем скорее и лучше успевали во врачебной науке».— 
Среди этих 20-ти оказался и Филипп Депп. В 1811 году, оставаясь под патронажем Воспитательного дома, он поступил в Медико-хирургическую академию.
К этому времени академия, образованная на месте госпитальных школ при Адмиралтейском и Сухопутном госпиталях, существовала чуть более десяти лет. Обучение здесь продолжалось всего 3 года. Вместе с приятелем Станиславом Корнонским Филипп Депп отличался от остальных своими способностями и не менее большим трудолюбием. Оба они пользовались покровительством императрицы, которая зорко наблюдала за их успехами. Окончив академию в 1814 году в звании лекаря 1-го отделения, которое присуждалось за «особые успехи», они по указанию Марии Фёдоровны, были направлены в больницу для бедных (будущая Мариинская больница), а затем — в войска.
В 1815 году Ф. Ф. Депп оказался при штабе князя М. Б. Барклай-де-Толли во время второго похода фельдмаршала в Европу после неожиданного возвращения Наполеона к власти. К битве при Ватерлоо русская армия не успела, поэтому проверить себя в боевой обстановке Ф. Ф. Деппу не пришлось. Тем не менее работы в походе было достаточно. В результате, Деппу после возвращения его уже в звании штаб-лекаря в Петербург, Попечительским советом учреждений императрицы Марии Фёдоровны было пожаловано 500 рублей. Тем же решением он был оставлен на службе в Мариинском ведомстве. В 1816 году Совет определил его младшим врачом в Гатчинский городовой госпиталь.
Руководил небольшим, всего на 30 коек, Гатчинским госпиталем штаб-лекарь Петр Михайлович Чернивецкий. Это был опытный врач, любимец А. В. Суворова, оказывавший медицинскую помощь раненым при штурме Очакова и Измаила, Он очень много сделал для становления Ф. Ф. Деппа как врача.
В 1823 году заменил своего учителя на посту старшего врача Гатчинского госпиталя. Это назначение совпало с переводом госпиталя во вновь построенное здание, теперь уже на 100 коек. 6 лет Ф. Ф. Депп руководил этим весьма солидным учреждением, основную часть пациентов которого составляли солдаты расквартированных в Гатчине гвардейских частей и воспитанники Гатчинского филиала Петербургского Воспитательного дома. Все эти годы императрица Мария Фёдоровна ревностно следила за карьерой своего любимца, считая его ярким подтверждением правильности своих педагогических подходов. Незадолго до смерти Мария Фёдоровна повелела назначить Филиппа Филипповича главным доктором Петербургского Воспитательного дома.

### Главный доктор Императорского Воспитательного дома в Петербурге
Назначение состоялось в 1829 году, уже после ухода императрицы из жизни. Сдав госпиталь новому старшему врачу — своему двоюродному брату Августу Паукеру (28.1.1801 — 6.1.1837), трагически погибшему спустя 8 лет от руки разбушевавшегося пациента, Ф. Ф. Депп отправился к новому месту службы, где с детских лет ему был знаком каждый камень.
К этому времени Ведомство учреждений императрицы Марии Фёдоровны было преобразовано в Четвёртое отделение Собственной Его Императорского Величества канцелярии, взятое императором Николаем I под своё непосредственное покровительство. При Четвёртом отделении существовал столичный совет детских приютов, в состав которого вошёл и Ф. Ф. Депп.
При Деппе Петербургский Воспитательный дом получил своё дальнейшее развитие. Учрежденный ещё в 1770 году, он имел большую историю. С момента открытия Дома, его главной проблемой была крайне высокая младенческая смертность. Это можно было легко объяснить самыми разнообразными причинами, главными из которых назывались: ослабленность детей-подкидышей, недостаток кормилиц и вспышки инфекционных заболеваний. Борьбу с детской смертностью в Воспитательном доме Депп сделал своей главной задачей.
Прежде всего он развил начатую ещё императрицей Марией систему патроната. Согласно этой системе бо́льшая часть младенцев за плату распределялись по деревням Петербургской губернии в проверенные крестьянские семьи. При этом врачи Воспитательного дома и особые чиновники, входившие в состав так называемой «деревенской экспедиции» регулярно объезжали деревни и осматривали питомцев. В самом Воспитательном доме был открыт лазарет для заболевших детей. В нём работал сам Депп, очень быстро завоевавший славу лучшего детского врача Петербурга. При Воспитательном доме не существовало амбулатории «для приходящих больных», но Ф. Ф. Депп ни разу не отказал в консультации ни одному из обратившихся к нему детей. По существу он оказался первым официально признанным педиатром в столице империи. Единомышленником и главным помощником Филиппа Филипповича долгие годы оставался его однокашник по Воспитательному дому и Медико-хирургической академии, выдающийся детский врач, доктор медицины Александр Никитич Никитин (1793—1858), который и возглавил «деревенскую экспедицию».

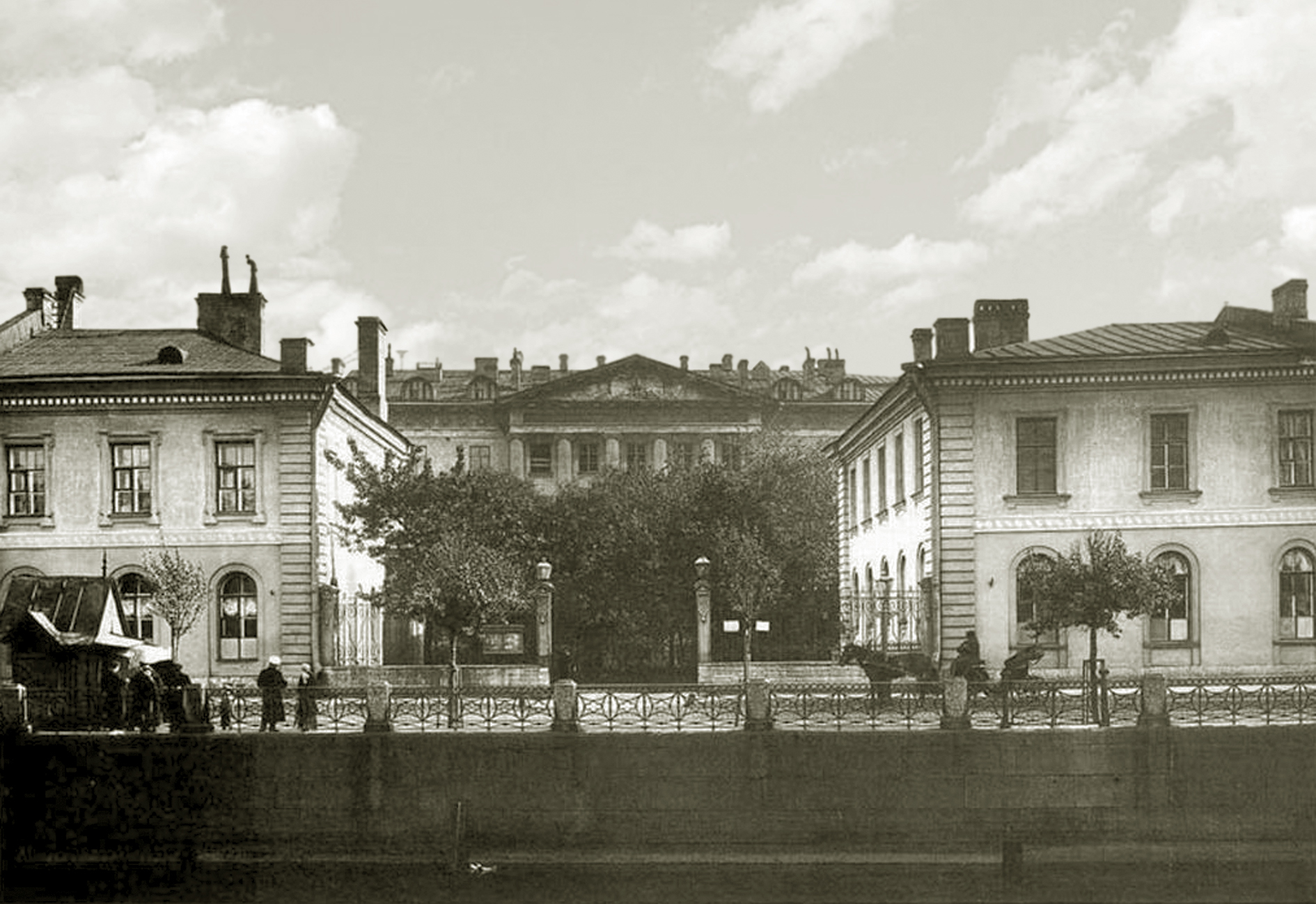
Набережная Мойки, д. 52. По этому адресу Петербургский Воспитательного дом располагался начиная с 1834 г. Снимок начала XX века.

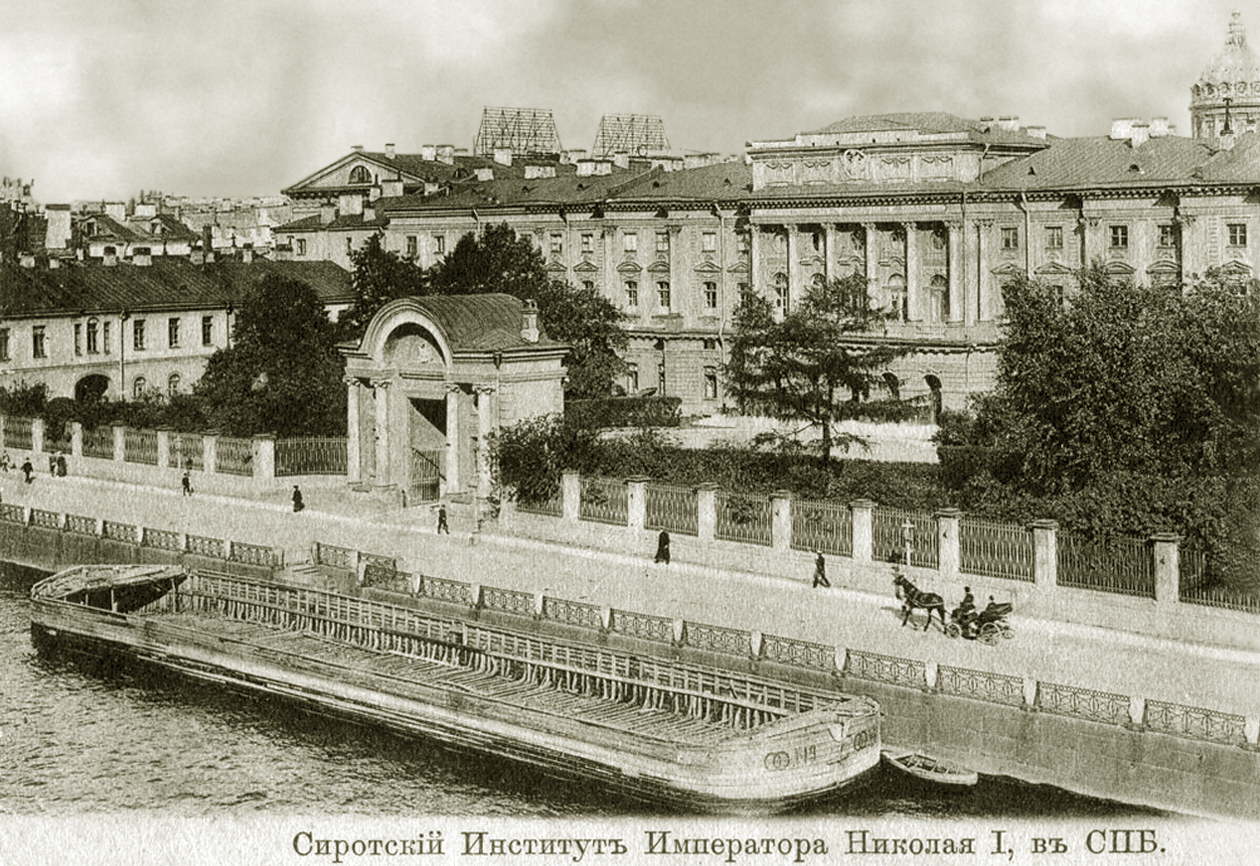
Здание Сиротского института в Петербурге (Наб. Мойки, д. 48). Здесь Воспитательный дом находился до 1834 г. Снимок начала XX века.

На долю Ф. Ф. Деппа, как главного врача выпало не мало организационных проблем. В 1834 году в помещении Воспитательного дома на Набережной реки Мойки, 48 им было организовано сиротское отделение (с 1837 года — Николаевский сиротский институт), а сам Дом переехал в рядом расположенное здание (Набережная реки Мойки, 52). Вслед за этим, без прекращения работы Воспитательного дома, в 1839—1443 гг. здание было значительно реконструировано и перестроено.
Ещё в 1797 году императрица Мария Фёдоровна на личные средства учредила в Петербурге Институт повивального искусства на 20 коек. Традиционно профессию повивальных бабок в нём приобретали воспитанницы Воспитательного дома. В их подготовке по вопросам ухода за новорождёнными, диагностики и лечения болезней детей раннего возраста занимался Ф. Ф. Депп.
В то время ещё отсутствовала кафедра детских болезней в Медико-хирургической академии. Не существовало самой системы подготовки врачей по детским болезням, а вся педиатрия, как наука сводилась к курсу лекций, которые с 1836 года в Медико-хирургической академии стал читать профессор С. Ф. Хотовицкий. Петербургский Воспитательный дом стал тем местом, где врачи столицы могли как-то специализироваться в области педиатрии. В середине XIX века в стенах Воспитательного дома начинали свою педиатрическую карьеру многие практикующие врачи Петербурга.
За особые заслуги на посту главного доктора Императорского Воспитательного дома, существенный вклад в борьбу с эпидемией холеры 1831 года, масштабную научную и просветительскую деятельность, без защиты диссертации Медицинским советом Медико-хирургической академии Ф. Ф. Деппу в 1835 году было присуждено высшее учёное звание — доктор медицины и хирургии, он был возведён в ранг придворного доктора. Важно отметить, что во время эпидемии холеры в Санкт-Петербурге, столичная медицина понесла большие потери. Заболел холерой, заразившись от пациента и доктор Ф. Ф. Депп. В тот год, в отличие от многих коллег, ему посчастливилось выжить.

### Общественная деятельность
Помимо своих врачебных обязанностей, Ф. Ф. Депп был обременён самыми разнообразными общественными заботами, отражавшими широту его интересов. Владея имением в Ямбургском уезде Петроградской губернии, он с начала 30-х годов состоял членом Императорского Вольного экономического общества. Оказавшись одним из немногочисленный врачей в этом обществе, Депп стал инициатором первой в России компании по установлению причин высокой детской смертности в России. 6 мая 1833 года на общем собрании членов Вольного экономического общества было решено объявить конкурс на лучшее сочинение по данному вопросу мотивируя его следующими соображениями:

«Вольно-экономическое общество, в обязанности коего состоит заботиться о здравии народном желает, чтобы вполне изложены были причины столь неестественной между младенцами смертности на 1-м году их жизни и предложены способы к упреждению такового зла, удобноисполнительные в крестьянском быту и соотаетственные надзору помещиков, управителей и деревенских старост».— 

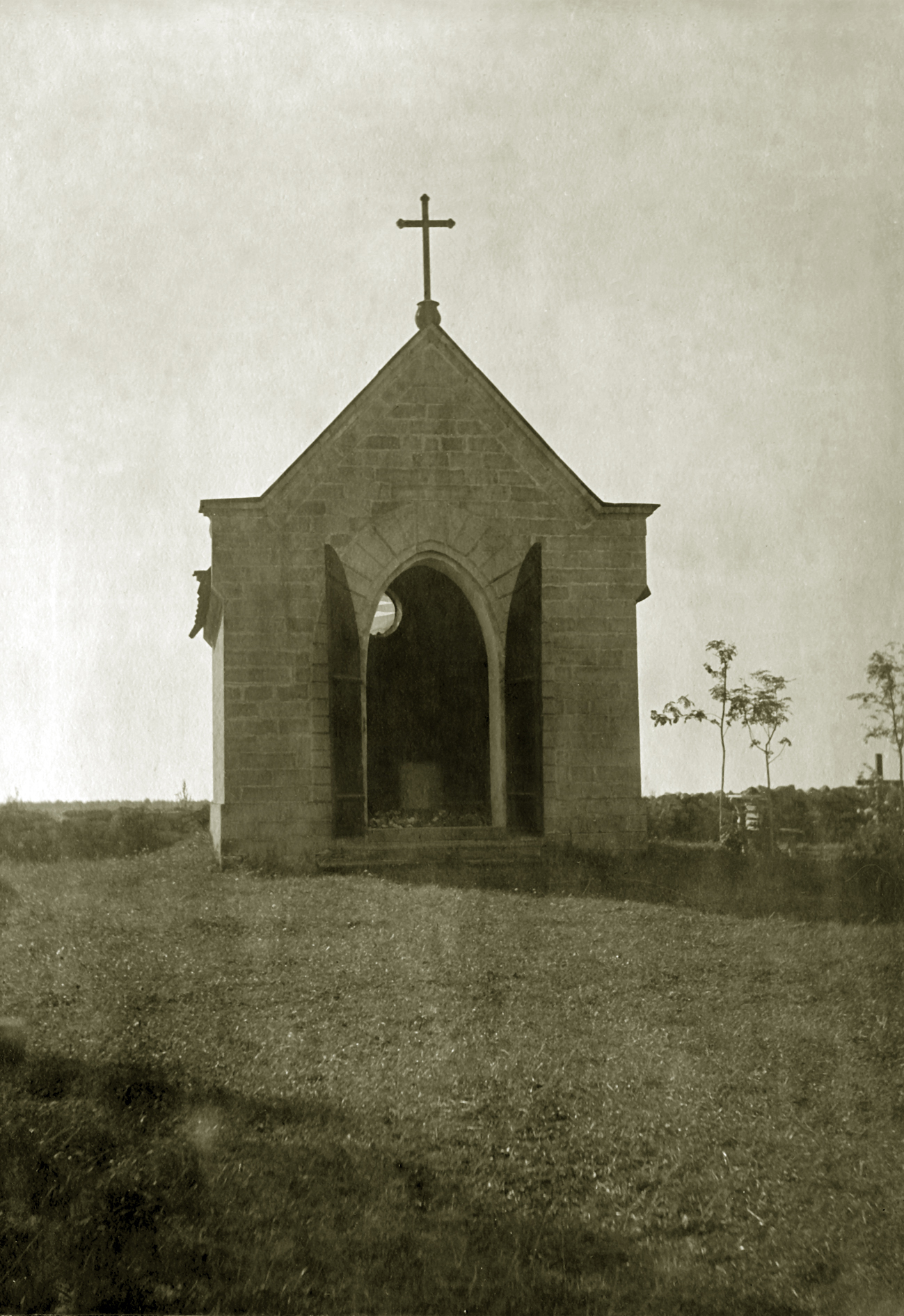
Фамильный склеп в Молосковицах (не сохранился), где был похоронен Ф. Ф. фон Депп

На конкурс было представлено 84 работы. Первая премия комиссией Вольного экономического общества под председательством Ф. Ф. Деппа в 1837 году была присуждена российско-немецкому врачу Иеремию Рудольфу Лихтенштадту (Jeremias Rudolph Lichtenstädt) за работу «Ueber die Ursachen der grossen Sterblichkeit der Kinder des ersten Lebensjahres und über die diesem Uebel entgegen zustellenden Maassregeln» («О причинах большой смертности детей на 1-м году жизни с предложениями методов борьбы с этим злом»), выполненную в том числе и на материале Воспитательного дома в Санкт-Петербурге.
Все эти инициативы стали основанием для создания при Вольном экономическом обществе самостоятельного отдела под названием: «Попечительное отделение о сохранении здоровья человеческого и всяких домашних животных». В период с 1846 по 1852 годы его возглавлял Ф. Ф. Депп. На этом посту он запомнился не только поборником борьбы с высокой детской смертностью в России, но и как яркий пропагандист оспопрививания среди крестьян, что в немалой степени способствовало преодолению существовавших предубеждений к этому важнейшему государственному мероприятию.
Пользуясь непререкаемым авторитетом и доверием среди коллег, Депп оказался одним из соучредителей и на протяжении многих лет президентом фонда: «Мариинский капитал для врачей, их вдов и сирот». Большую работу проводил Ф. Ф. Депп в Медико-филантропическом комитете, он был членом Общества немецких врачей Санкт-Петербурга, иностранным членом медицинского общества в Гамбурге.
В 1841 году Депп был утвержден в потомственном дворянстве. Его имя внесено в IV часть Дворянской родословной книги Российской империи.
Последние годы жизни Ф. Ф. Депп страдал от подагры, однако, тяжёлая болезнь не могла заставить его уйти на покой. 15 августа 1855 года Депп скончался в своем имении Лаговицы (Муромицы) недалеко от Петербурга, до последнего дня возглавляя медицинскую службу Воспитательного дома, в стенах которого по сути дела прошла вся его жизнь.
Похоронен на семейном склепе на сельского кладбища поблизости от своего имения. В XX веке, после того, как потомки Деппа были изгнаны с этой территории, кладбище пришло в запустение и его могила полностью исчезла.

## Семья

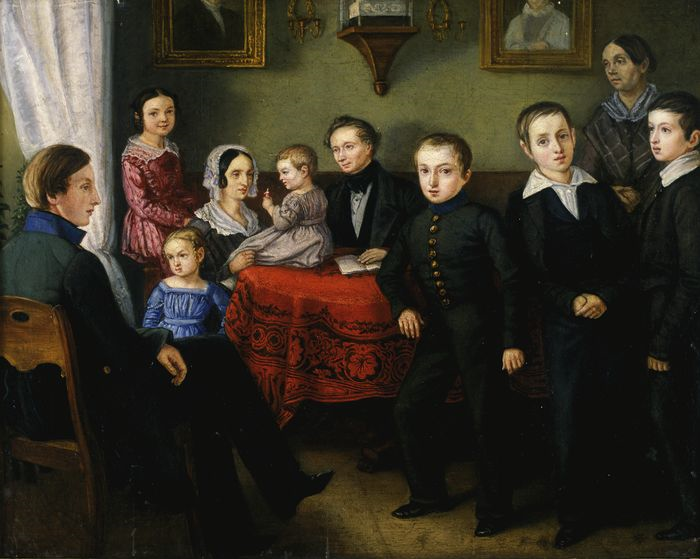
A. G. W. Pezold. Семья Депп. 1845 г.

Жена: София Исаковна ур. Гранбаум (Sophie Granbaum) (1803—1850);
- Сын: Филипп Филиппович фон Депп (1825—1866) — юрист[10];
- Сын: Эдуард Филиппович фон Депп (1831—1898) — после окончания Школы Гвардейских подпрапорщиков и кавалерийских юнкеров 8 августа 1850 года был выпущен прапорщиком в лейб-гвардии Егерский полк. Будучи поручиком 6 июля 1859 года был уволен со службы по домашним обстоятельствам с присвоением чина штабс-капитана[11];
- Сын: Александр Филиппович фон Депп (1835—1889) — военный инженер, генерал-лейтенант;
- Сын: Николай Филиппович фон Депп (1838—1880) — юрист и писатель, редактор «Журнала гражданского и уголовного права»;
  - Правнук: Павел Евгеньевич Депп (1894—1918) — один из первых морских летчиков России, погибший в 1918 году над Каспийским морем при попытке первого в истории перелета из Баку в Красноводск (260 км[12].).
- Дочь: Наталия Филлиповна фон Депп (1834—1850);

Жена: Елена Вильгельмина ур. Паукер (Helene Wilhelmine Julie Carolina Paucker) (1831 −1896) — дочь двоюродного брата Ф. Ф. Деппа — Магнуса Георга Паукера;
- Сын: Георгий Филиппович фон Депп (1854—1921) — учёный-теплотехник, адъюнкт-профессор Санкт-Петербургского технологического института, профессор Санкт-Петербургского женского политехнического института[13];

## Наследие
В отличие от С. Ф. Хотовицкого и А. Н. Никитина, свои труды по медицине Ф. Ф. Депп издавал на немецком языке, поэтому они мало известны в России. Сохранились сведения лишь об одной его монографии посвященной деятельности Петербургского Воспитательного дома:
Doepp Ph. Notizen über das Kaiserliche Erziehungshaus zu St. Petersburg, während der Jahre 1834 bis 1840 — St.Petersburg, 1842.

## Награды
- Орден Святого Владимира 4-й степени (1821);
- Орден Святой Анны 2-й степени (1827);
- Императорская корона к ордену Св. Анны 2-й степени (1831);
- Орден Святого Станислава 3-й степени (1833);
- Орден Святого Станислава 2-й степени (1834);
- Орден Святого Владимира 3-й степени (1838);
- Орден Святого Станислава 1-й степени (1848)[14].

### Подарки императорского двора
- 500 рублей ассигнациями (1816);
- Золотые часы с цепочкою и печатью (1817 и 1818);
- Золотая табакерка (1819);
- Золотая табакерка и бриллиантовый перстень (1820);
- Золотая табакерка (1822);
- Бриллиантовый перстень (1823, 1824, 1826, 1827, 1829, 1830, 1831);
- 2400 рублей ассигнациями (1832);
- Золотая табакерка и вензельным изображением имени ЕИВ (1845);
- Монаршее благоговение (1851)

## Адреса в Петербурге
Филипп Филиппович фон Депп, сначала с первой женой, а после её смерти и со второй, проживал при Императорском Воспитательном доме в здании со стороны Казанского собора (Большая Мещанская ул., д. 3). Вместе с ним до 1955 года по этому адресу жил сын — гвардии прапорщик Эдуард Филиппович фон Депп.